# 吉田和則

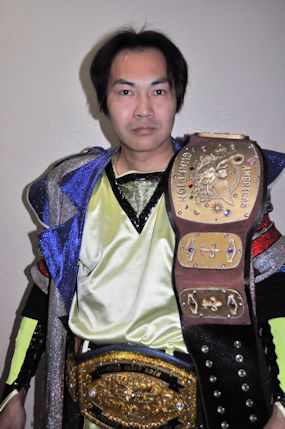
ベルト姿の吉田和則

吉田 和則（よしだ かずのり、1971年4月26日 - ）は、日本のプロレスラー。イーグルプロレス代表。

## 経歴

### デビュー
1992年7月13日、対金村ゆきひろ（当時）戦にてデビュー。金村のキックが顔面を直撃し、眼底部を骨折してしまう。

### 格闘技団体イーグル
散々なデビュー戦でプロレスラーとして活躍する夢が折れかかった吉田に、観客であった一人の車椅子に乗った少年の言葉「やられてもやられても立ち向かっていく姿に勇気をもらいました」と言葉をかけられ感銘を受けた吉田は『俺みたいな敗者でもこの子達に夢と勇気を与える事ができるのでは』と思い地元である栃木県小山市の協力を得てBIG石川やイーグル・ソルジャーらとアマチュア団体である『格闘技団体イーグル』を立ち上げ、県内の様々な施設を慰問し試合を行っていく。

### イーグルプロレス
島田宏、木村浩一郎との出会いからTEAM WOLFに合流した吉田。そんな中「金村さんと同じリングに上がってもう一度試合をしたい、そのためにイーグルをプロ団体にしたい」という心が芽生えた吉田は格闘技団体イーグルをプロ化するために島田の助力を求める。島田は「イーグルをプロ化するにはまず道場を建て、そこで2年間鍛錬し、できるようだったらプロレス団体を名乗りなさい」と選手兼コーチとして賛同する。栃木県小山市内に道場を建て、島田の合格点をもらった吉田らは1999年9月5日、小山市文化センター小ホールにてイーグルプロレスを旗揚げした。

### スワンダイブ式攻撃
代名詞でもあるスワンダイブ式の各攻撃は、小山で観たサーカスの興行から。空中ブランコなどで華麗に宙を舞う団員の姿を観てひらめいた。トランポリンを使った攻撃もここからのヒント。

### イーグルプロレスを日本一のローカルインディー団体へ

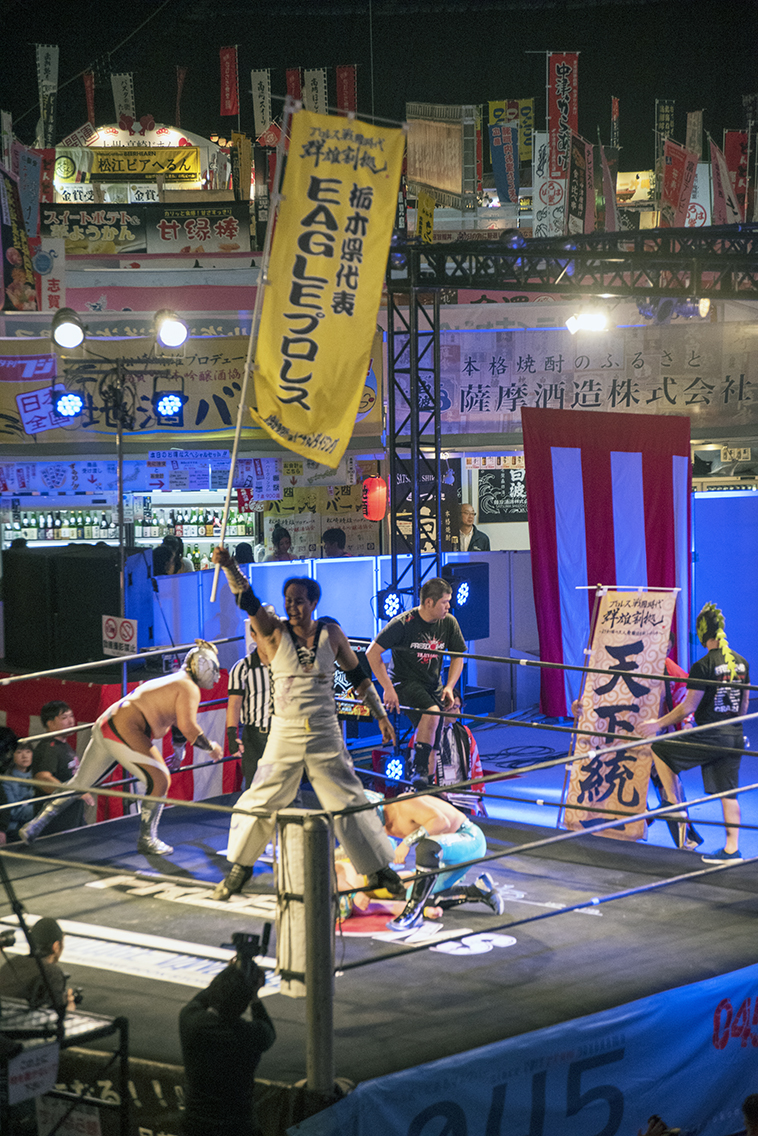
日本一のローカルインディー団体に輝いたイーグル

プロレスリングFREEDOMSが主催した「プロレス戦国時代～群雄割拠其の一～（2017年8月3日・後楽園ホール）」に出場したイーグル勢。その攻防に沸いた館内の反応に「もっとイーグルの試合を全国に広めたい」と感じた吉田。同年12月27日に開催された「プロレス戦国時代 群雄割拠其の二～國別対抗天下分け目の三人衆 國取り合戦トーナメント（後楽園ホール）」に近藤博之、そしてデビューしたての香取貴大とのトリオでエントリー。準決勝で琉球ドラゴンプロレスに敗れたものの、またも観客の支持を得る。そして2019年1月15日の「プロレス戦国時代 群雄割拠其の四〜ふるさと祭り東京 日本のまつり・故郷の味〜（東京ドーム）」にて琉球ドラゴンプロレスへのリベンジを果たし、見事ローカルインディー団体日本一の栄誉を勝ち取った。2020年1月14日「プロレス戦国時代 群雄割拠其の五（東京ドーム）」にてダブプロレスを破り幟旗を防衛。

## タイトル歴
- 日本インディペンデント・クルーザー級（第二代、四代、七代、八代、十代目王者）

- アメリカス・クルーザー級（初代、三代目王者）

- アメリカス・ミドル級

- レッスルブレインジュニアヘビー級（六代目王者）

- WNWスーパーミドル級
- 天下統一幟旗覇者（第二代／パートナーは近藤博之＆香取貴大）

## 入場曲
セパレイトウェイズ　ジャーニー

## 得意技
- キダム式フランケンシュタイナースワンダイブ式ミサイルキック

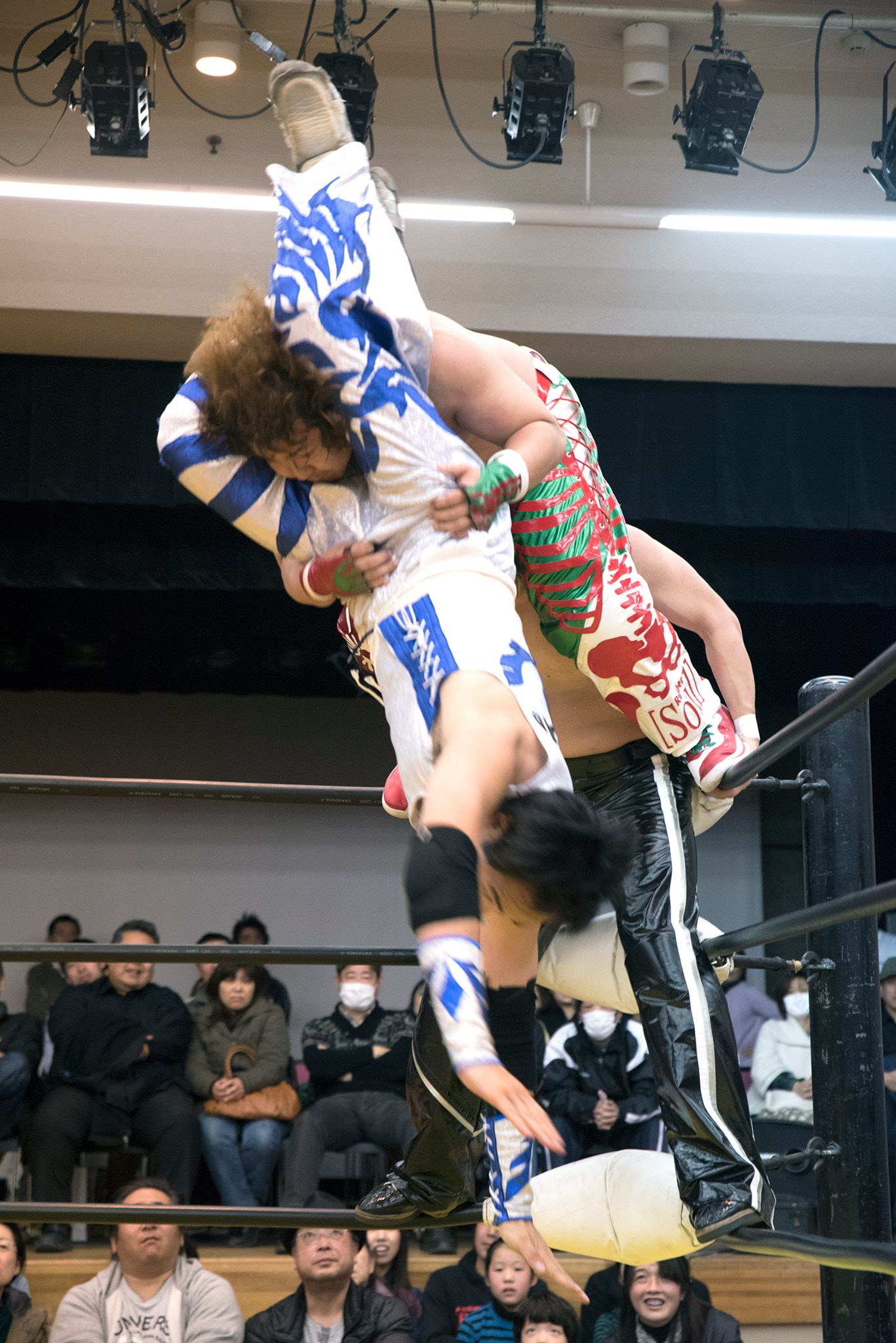
キダム式フランケンシュタイナー

通常のものや、コーナースローされた際に逆襲で使う三角跳び式、花道を全力疾走しトランポリンを使って放つものもある。
- イーグルアロー

タッグマッチ限定。コーナー最上段にトランポリンを設置し、そこから放つミサイルキック。
- 雪崩式フランケンシュタイナー

対戦相手をコーナー最上段に立たせて放つスーパーフランケンシュタイナーはシングル大一番で見せる。タッグ限定でパートナーがコーナーで肩車した相手に放つ場合「キダム式フランケンシュタイナー」となる。
- トルネード式DDT

- 三角跳びプランチャ

- カズ☆ラッチ

中西百重のモモ☆ラッチと同型。
- カズクラッチ（1号・2号）

- スカイベリー・フロウジョン

2019年2月24日、イーグル小山大会にて初披露。エメラルド・フロウジョンと同型。
- リバース・ゴリー・スペシャルボム

ここ最近は使用していないが、大一番で使っていたフィニッシュホールド。